# Four Kinds of Horses
Four Kinds of Horses ist ein Lied des englischen Singer-Songwriters und Rockmusikers Peter Gabriel. Es ist am 1. Dezember 2023 auf Gabriels zehntem Studioalbum i/o erschienen.

## Geschichte
Die Erstveröffentlichung von Four Kinds of Horses erfolgte als fünfte Single des Albums i/o am 5. Mai 2023.
Diese wurde als Einzeltrack zum Download und Streaming durch Real World Records veröffentlicht. Hierbei handelt es sich um den sogenannten Bright-Side Mix, der von Mark „Spike“ Stent abgemischt wurde. Ähnlich wie bei den in den vier Monaten zuvor veröffentlichten Titeln Panopticom, The Court, Playing for Time und i/o wurde das erste Veröffentlichungsdatum der Single so gewählt, dass es mit einem Vollmond zusammenfällt.
Insgesamt wurden drei verschiedene Mixe des Titels veröffentlicht: Nach dem Bright-Side Mix (gemixt von Mark „Spike“ Stent) wurden am 19. Mai 2023 der Dark-Side Mix (gemixt von Tchad Blake) und der Atmos In-Side Mix (von Hans-Martin Buff) an dem darauffolgenden Neumond veröffentlicht.

„Mir gefällt die Idee des Multiple-Mix-Ansatzes sehr gut, denn für die meisten Künstler ist der Prozess und nicht das Produkt das Wichtigste. In gewisser Weise versuche ich, den Prozess für diejenigen, die daran interessiert sind, ein wenig mehr zu öffnen.“

Das Lied wurde erstmals bei dem ersten Konzert der I/o The Tour am 18. Mai 2023 in der Tauron Arena in Krakau, Polen live gespielt und gehörte immer zur Setlist der Tournee.

## Artwork
Das Cover-Artwork der Single ist ein Bild der Künstlerin Cornelia Parker mit dem Titel Snap. Das Bild ist von 2020. Als Druck ist es 32,6 × 30,4 cm groß – und zeigt auf einem verschwommenen Untergrund in beige-grau recht unscharf die Konturen eines zerbrochenen Weinglases. Zu erkennen ist das Bodenstück, ein kleiner Teil des Stiels, sowie der eigentliche, halbrunde Glaskorpus, der am stärksten verwischt wirkt. Das Bild zeigt Zerstörung in einer scheinbar recht harmlosen, unbedeutenden Weise – doch trotzdem steckt darin auch Brutalität. Möglicherweise kann man in ihm auch Trauer um das Vergängliche erspüren.

„Diesen Monat haben wir eine faszinierende Künstlerin, Cornelia Parker, die außergewöhnliche Arbeiten macht. Als wir ursprünglich über das Projekt Art from Us (=Kunst von uns) nachdachten, hatte ich einige ihrer Arbeiten mit explodierenden Räumen gesehen und war davon fasziniert. Daher bin ich sehr froh, dass sie sich bereit erklärt hat, mit uns an diesem Projekt zu arbeiten. Die Technik der Fotogravur von William Henry Fox Talbot (aus der Grafschaft Wiltshire) war für sie eine Inspiration für dieses Werk und einige der anderen Glasbilder in der Serie. Ich habe mich in dieses besondere Werk verliebt – es trägt den Titel Snap.“

Wie auch schon zuvor Tim Shaw bei The Court und Annette Messager bei Playing for Time, versuchte Peter Gabriel Cornelia Parker schon für Art From Us im Zusammenhang mit dem Album Us zu gewinnen aber dazu kam es damals aus nicht näher bekannten Gründen nicht.

## Hintergrund
Aufgenommen in Gabriels Real World Studios in Box, Wiltshire, im Beehive, im Copper House und in den British Grove Studios in London sind auf Four Kinds of Horses unter anderem Tony Levin an der Bassgitarre, David Rhodes an den Gitarren, Brian Eno an den Synthesizern und anderen elektronischen Instrumenten und das ständige New Blood-Orchester für dieses Album zu hören. Der Bright-Side Mix der Single wurde am fünften Vollmond des Jahres 2023 veröffentlicht, genannt Flower Moon. Gabriel kündigte bei der Veröffentlichung des Titels Panopticom an, dass weitere Bright-Side Mixe von Titeln des Albums von Mark „Spike“ Stent und weitere Dark-Side Mixe von Tchad Blake veröffentlicht werden. Der erste Mix wurde jeweils bei Vollmond und die weiteren bei Neumond veröffentlicht. Darüber hinaus wurden von allen Titeln In-Side Mixe in Dolby Atmos von Hans-Martin Buff angekündigt, die von ihm im Red Room der Real World Studios und seinem eigenen Tonstudio Aural Majority Pad in Boofland erstellt wurden. Diese können auf Apple Music, Amazon Music als auch der Audio-Blu-ray des Albums gehört werden. Als Stereo-Variante steht bzgl. der Streamingdienste der jeweilige Dark-Side Mix zur Verfügung.

## Inhalt und Bedeutung
In dem Liedtext des Songs geht es um die unheilvolle Überschneidung, die in Organisationen und Religionen zwischen Friedfertigkeit und Gewalt entstehen kann. Der Titel geht dabei auf das buddhistische Gleichnis von den vier Arten von Pferden, die für verschiedene Wege stehen, die einem Schüler für das spirituelle Lernen möglich sind, zurück. Im Liedtext wird dann noch ein fünfter Weg angedeutet – einer, der von sich meint, anders zu sein, jedoch auch nur alles bisherige wiederholt.
Über den Ursprung des Liedes sagte Gabriel:

„Es gab eine Reihe von Dingen, die bei der Entwicklung des Liedes Ideen auslösten, darunter das buddhistische Gleichnis von den vier Arten von Pferden, das verschiedene Wege beschreibt, wie ein Schüler an seine spirituelle Praxis herangehen kann, sowie die interessante Überschneidung von Religion und Frieden einerseits und Gewalt und Terrorismus andererseits. Es gab auch einen wunderbaren Film von Hany Abu-Assad mit dem Titel Paradise Now, in dem zwei junge Männer gezeigt werden, die zu Terroristen ausgebildet werden, und der einen echten Einblick gibt, wohin der Kopf geht.“

## Bandcamp Exclusives
Für die Abonnenten des Kanals von Peter Gabriel bei dem Online-Musikdienst Bandcamp wurden zusätzlich zu den Bright-Side und den Dark-Side Mixen alternative Versionen der bis jetzt veröffentlichten Titel des Albums i/o auch zum Download zur Verfügung gestellt, wie auch Videoclips, die deutlich mehr in die Tiefe gehen als die Clips auf YouTube, die an jedem Vollmond regulär erscheinen (meistens an Neumond, manchmal später).
Four Kinds of Horses (Post Band Version) – 7:10 – Noch sehr rohe Post Band Version des Titels ohne Orchester und teilweise anderem Gesang. Manu Katché ist am Schlagzeug zu hören. Die Bandeinspielung hat schon stattgefunden aber das Endarrangement fehlt aber noch.

## Musikvideo
Das Musikvideo zu Four Kinds of Horses wurde zu dem Bright-Side Mix im Rahmen der KI-Musikvideocreator-Plattform 50:50 am 5. Februar 2025 veröffentlicht. Das KI-generierte animierte Video wurde von Lam Son Do AKA Lamson, erstellt. Das Video ist laut Lamson eine Sammlung historischer Fragmente aus einer verlorenen Zeitlinie, die durch die vielen vergangenen Reinkarnationen einer einzigen Seele, des letzten Wesens auf der Erde, gesehen werden und schließlich zu dessen Erleuchtung führen.

## Mitwirkende
(Quelle:)

### Liedproduktion
- Tchad Blake – Mixing (Dark-Side Mix)
- Hans-Martin Buff – Dolby-Atmos-Mixing (In-Side Mix), Electric-Bee-Effekt (nur In-Side-Mix)
- Dickie Chappell – Vorproduktion-Toningenieur
- Tom Coath – Assistenz-Orchester-Toningenieur
- Matt Colton – Mastering
- Faye Dolle – Assistenz-Toningenieurin
- Brian Eno – Synthesizer, Electric Worms, Programmierung, Rhythmus-Progressing
- John Foyle – zusätzlicher Toningenieur
- Melanie Gabriel – Begleitgesang
- Peter Gabriel – Gesang, Begleitgesang, Percussion, Synthesizer, Klavier, Produzent, Rhythmus-Programmierung
- Oli Jacobs – Klavier, Toningenieur, Rhythmus-Programmierung
- Lewis Jones – Orchester-Toningenieur
- Tony Levin – Bassgitarre
- Katie May – Toningenieurin, Rhythmus-Programmierung
- David Rhodes – E-Gitarre
- Richard Russell – Gefilterte Perkussion, Produzent
- Dom Shaw – Assistenz-Toningenieur
- Mark „Spike“ Stent – Mixing (Bright-Side Mix)
- Luie Stylianou – Assistenz-Orchester-Toningenieur

### Orchesterproduktion
- Mitglieder des New Blood Orchestra:
  - Orchester-Arrangements – John Metcalfe
  - Geigen – Everton Nelson, Ian Humphries, Louisa Fuller, Charles Mutter, Cathy Thompson, Natalia Bonner, Richard George, Marianne Haynes, Martin Burgess, Clare Hayes, Debbie Widdup, Odile Ollagnon
  - Bratschen – Bruce White, Fiona Bonds, Peter Lale, Rachel Roberts
  - Celli – Ian Burdge, Chris Worsey, Caroline Dale, William Schofield, Tony Woollard, Chris Allan
  - Kontrabass – Chris Laurence, Stacy Watton, Lucy Shaw
  - Waldhorn – David Pyatt
  - Tenorposaune / Euphonium – Andy Wood, Tracy Holloway
  - Bassposaune – Richard Henry
  - Tuba – David Powell
  - Dirigent – John Metcalfe
  - Konzertmeister – Everton Nelson
  - Betreuer der Noten – Dave Foster
  - Auftragnehmer des Orchesters – Lucy Whalley und Susie Gillis für Isobel Griffiths Ltd.[6]

### Unternehmen
- Aural Majority Pad – Tonstudio (Dolby Atmos Mix)
- The Beehive – Tonstudio
- Copper House – Tonstudio
- British Grove – Tonstudio
- Metropolis Mastering – Mastering
- Real World Studios – Tonstudio